# Ilopango
Ilopango là một thị xã ở các departmento San Salvador của El Salvador. Vị trí một vài dặm về phía đông của thủ đô của quốc gia, San Salvador. Nó nằm gần hồ Ilopango, hồ lớn nhất của đất nước ở 72 cây số vuông.
Sân bay thứ hai của El Salvador nằm trong Ilopango. Nó hiện đang được sử dụng cho các chuyến bay điều lệ và của quân đội Salvador, nhưng người ta đang có kế hoạch nâng cấp và sử dụng nó như du lịch và du lịch tăng El Salvador và sân bay quốc tế Comalapa không thể đáp ứng trong tương lai.

## Khí hậu
| Dữ liệu khí hậu của Ilopango (1991–2020) | Dữ liệu khí hậu của Ilopango (1991–2020) | Dữ liệu khí hậu của Ilopango (1991–2020) | Dữ liệu khí hậu của Ilopango (1991–2020) | Dữ liệu khí hậu của Ilopango (1991–2020) | Dữ liệu khí hậu của Ilopango (1991–2020) | Dữ liệu khí hậu của Ilopango (1991–2020) | Dữ liệu khí hậu của Ilopango (1991–2020) | Dữ liệu khí hậu của Ilopango (1991–2020) | Dữ liệu khí hậu của Ilopango (1991–2020) | Dữ liệu khí hậu của Ilopango (1991–2020) | Dữ liệu khí hậu của Ilopango (1991–2020) | Dữ liệu khí hậu của Ilopango (1991–2020) | Dữ liệu khí hậu của Ilopango (1991–2020) |
| Tháng                                    | 1                                        | 2                                        | 3                                        | 4                                        | 5                                        | 6                                        | 7                                        | 8                                        | 9                                        | 10                                       | 11                                       | 12                                       | Năm                                      |
| ---------------------------------------- | ---------------------------------------- | ---------------------------------------- | ---------------------------------------- | ---------------------------------------- | ---------------------------------------- | ---------------------------------------- | ---------------------------------------- | ---------------------------------------- | ---------------------------------------- | ---------------------------------------- | ---------------------------------------- | ---------------------------------------- | ---------------------------------------- |
| Cao kỉ lục °C (°F)                       | 35.4 (95.7)                              | 37.0 (98.6)                              | 37.5 (99.5)                              | 38.0 (100.4)                             | 38.6 (101.5)                             | 35.2 (95.4)                              | 37.2 (99.0)                              | 34.4 (93.9)                              | 33.3 (91.9)                              | 33.5 (92.3)                              | 34.2 (93.6)                              | 34.6 (94.3)                              | 38.6 (101.5)                             |
| Trung bình ngày tối đa °C (°F)           | 31.3 (88.3)                              | 32.5 (90.5)                              | 33.2 (91.8)                              | 33.0 (91.4)                              | 31.3 (88.3)                              | 30.3 (86.5)                              | 30.8 (87.4)                              | 30.7 (87.3)                              | 29.8 (85.6)                              | 29.7 (85.5)                              | 30.1 (86.2)                              | 30.7 (87.3)                              | 31.1 (88.0)                              |
| Trung bình ngày °C (°F)                  | 23.1 (73.6)                              | 23.9 (75.0)                              | 24.7 (76.5)                              | 25.4 (77.7)                              | 24.9 (76.8)                              | 24.3 (75.7)                              | 24.3 (75.7)                              | 24.2 (75.6)                              | 23.7 (74.7)                              | 23.6 (74.5)                              | 23.3 (73.9)                              | 23.1 (73.6)                              | 24.0 (75.2)                              |
| Tối thiểu trung bình ngày °C (°F)        | 17.5 (63.5)                              | 18.1 (64.6)                              | 19.0 (66.2)                              | 20.4 (68.7)                              | 20.9 (69.6)                              | 20.5 (68.9)                              | 20.0 (68.0)                              | 20.1 (68.2)                              | 20.1 (68.2)                              | 19.9 (67.8)                              | 18.8 (65.8)                              | 17.9 (64.2)                              | 19.4 (66.9)                              |
| Thấp kỉ lục °C (°F)                      | 12.3 (54.1)                              | 11.5 (52.7)                              | 12.5 (54.5)                              | 10.5 (50.9)                              | 13.0 (55.4)                              | 16.2 (61.2)                              | 13.8 (56.8)                              | 14.0 (57.2)                              | 14.0 (57.2)                              | 12.5 (54.5)                              | 11.8 (53.2)                              | 11.5 (52.7)                              | 10.5 (50.9)                              |
| Lượng Giáng thủy trung bình mm (inches)  | 1.7 (0.07)                               | 1.2 (0.05)                               | 10.7 (0.42)                              | 42.1 (1.66)                              | 192.8 (7.59)                             | 264.5 (10.41)                            | 302.1 (11.89)                            | 318.5 (12.54)                            | 331.9 (13.07)                            | 245.4 (9.66)                             | 65.0 (2.56)                              | 5.6 (0.22)                               | 1.781,3 (70.13)                          |
| Số ngày giáng thủy trung bình (≥ 1.0 mm) | 0.3                                      | 0.4                                      | 1.0                                      | 3.6                                      | 11.2                                     | 14.5                                     | 16.1                                     | 18.3                                     | 18.0                                     | 13.0                                     | 4.1                                      | 0.9                                      | 101.4                                    |
| Nguồn: NOAA                              |                                          |                                          |                                          |                                          |                                          |                                          |                                          |                                          |                                          |                                          |                                          |                                          |                                          |